# ルーラ (デュオ)
ルーラは、志村真澄と伊藤真由美による日本の女性アイドルデュオである。ドラゴンクエストシリーズの音楽に歌詞を付けた曲を歌唱した。デュオ名は、同シリーズの移動呪文「ルーラ」に因む。

## メンバー
- 志村 真澄（しむら ますみ、1971年9月8日  - ） - 東京都出身。血液型はA型。
- 伊藤 真由美（いとう まゆみ、1973年11月29日 - ） - 福島県出身。血液型はB型。

## 作品
シングルとアルバムをそれぞれ1枚ずつ発表。

### シングル
- 結婚ワルツ（1993年1月25日発売、作詞：及川恒平 / 作曲：すぎやまこういち）

### アルバム
- ドラゴンクエストのうた〜ベスト・ソング・セレクション

1993年5月26日発売、発売元：ポリスター、品番：PSCR-5009、作詞：及川恒平 / 作曲：すぎやまこういち
1. 序曲（プロローグ・インストゥルメンタル）
2. 結婚ワルツ（V）
3. 街（III）
4. もうひとつの名前（V）（元のタイトルは「哀愁物語」）
5. 薔薇ふる空（II）（元のタイトルは「Love Song 探して」）
6. 海の子守歌（III）（元のタイトルは「海を越えて」）
7. 町の人々（I）
8. この道わが旅（この曲のみ作詞：藤公之介）（II）
9. 結婚ワルツ（エピローグ・インストゥルメンタル）

| スタブアイコン | サブスタブ | この項目は、まだ閲覧者の調べものの参照としては役立たない、アイドル（グラビアアイドル・ライブアイドル・ネットアイドル・レースクイーン・コスプレイヤーなどを含む）に関連した書きかけの項目です。この項目を加筆・訂正などしてくださる協力者を求めています（P:アイドル/PJ:芸能人）。 |